# Riverside (webb-tv-serie)
Riverside är en svensk spinoffserie till dramaserien Andra Avenyn  som producerades och sändes i Sveriges Televisions webbtv-tjänst SVT Play samt i SVT24 under hösten 2009. I serien fick man följa med två av Andra Avenyns karaktärer i deras vardag tillsammans med ytterligare ungdomsroller och ett par vuxenroller vilka bara medverkade i Riverside. Seriens vinjettlåt blev John ME:s låt Love Is My Drug.

## Om serien
I slutet av april 2009 meddelade Sveriges Television att de skulle producera en webb-tv-serie till sin dramaserie Andra Avenyn som skulle sändas som en webb-tv-serie parallellt med den följande TV-säsongen samma höst. Handlingen var fristående från huvudserien samtidigt som delar av den kretsade kring vad som samtidigt pågick i originalserien. Det innebar att handlingen utspelade sig, precis som i originalserien, i stadsdelen Riverside i Göteborg även om inspelningarna skedde i andra miljöer än de studiomiljöer som originalserien hade. Detta berodde främst på att originalserien var färdiginspelad när webb-tv-serien producerades och den studiodekor som Sveriges Television hade använt hade plockats ned. Till Riverside hade produktionen istället hyrt in sig i en villa i Göteborgstrakten men man använde sig också av andra interiöra och exteriöra miljöer. Det kan även nämnas att själva inspelningsteamet kring serien var ganska litet då man bland annat bara hade två regissörer, två fotografer samt ett fåtal manusförfattare, detta ska sättas i jämförelse med huvudserien som hade betydligt fler anställda.

### Casting och roller
Webb-tv-serien kretsade kring Andra Avenyns karaktärer Kim Dahlberg (spelad av Jonas Bane) och Nathalie Andersson-Offerdahl (spelad av Ida Linnertorp) samt karaktärerna Ben-Ali (spelad av Shvan Aladin), Cleo (spelad av Madeleine Martin), Nilla (spelad av Frida Bagri), Måns (spelad av Jonas Sundh) och Patrik (spelad av Anton Gyllensten). Utöver dessa tillkom även vuxenkaraktärsroller såsom Eva-Lotta (spelad av Anette Sevreus) och Göran (spelad av Fredrik Dolk). Seriens nya ungdomsroller tillsattes genom en publik casting som ägde rum i Göteborg under slutet av våren 2009 medan andra castings tillsatte övriga roller.

### Upplägget
Sveriges Television valde att dela upp webb-tv-serien i totalt sexton avsnitt där varje avsnitt i sin tur var uppdelat i sex kortare delar (på mellan fyra och sju minuter per avsnitt) som publicerades varje måndag till lördag. På söndagarna lades sedan alla delar ut i ett gemensamt avsnitt som även sändes i SVT24. Avsnittslängden på det längre avsnittet var cirka fyrtiofem minuter per avsnitt, dock ibland med öppen sluttid beroende på hur långa de dagliga episoderna hade varit den veckan. Avsnitten började publiceras ut i början av september 2009, vilket var i samband med huvudseriens tredje höstpremiär. Därefter släpptes nya avsnitt fram till slutet av december samma år innan serien sedan lades ned för gott. Att serien lades ned berodde bland annat på sämre tittarsiffror än förväntat.
Även om det inte blev någon vårsäsong fortsatte både karaktärerna Kim och Nathalie att synas i originalserien under våren 2010, vilket även gällde skådespelarna Shvan Aladin och Madeleine Martin, även om de två medverkade som statistroller.

## Handling
Riverside tar sin början då Eva-Lotta Boström och hennes två barn Patrik och Nilla flyttar in i stadsdelen. Patrik och Nilla blir snabbt vänner med Kim Dahlberg som bor i samma område och bägge två visar också starka kärlekskänslor för Kim samtidigt som även deras granne Måns blir intresserad av Nilla, vilket hon till en början inte besvarar. Patrik börjar även i samma skolklass som Kim och där lär han även känna Kims närmaste vänner Cleo, Nathalie och Ben-Ali. 
Under de veckor som går tar serien fart i ett antal kärleksrelationer och bråk kring dessa samtidigt som vännerna planerar att spela in en egen film som Patrik har skrivit ett filmmanus till. Inspelningarna blir något kaotiska när Nathalies pappa Göran lägger sig i produktionen samtidigt som kärleksproblemen mellan ungdomarna tilltar allt mer. Ett ytterligare problem som försvårar ungdomarnas filminspelning är att deras egenproducerade film inte är finansierad, något som filmens regissör Patrik försöker att lösa på olika sätt.

## Rollfigurer i Riverside

### Huvudroller
| Skådespelare     | Roll                         | Anmärkning                             |
| ---------------- | ---------------------------- | -------------------------------------- |
| Jonas Bane       | Kim Dahlberg                 | Medverkade från avsnitt 1:1 till 16:6. |
| Ida Linnertorp   | Nathalie Andersson-Offerdahl | Medverkade från avsnitt 1:1 till 16:6. |
| Shvan Aladin     | Ben Ali Chehab               | Medverkade från avsnitt 1:4 till 16:6. |
| Madeleine Martin | Cleopatra "Cleo" Lindström   | Medverkade från avsnitt 1:1 till 16:6. |
| Anton Gyllensten | Patrik Boström               | Medverkade från avsnitt 1:1 till 16:6. |
| Frida Bagri      | Nilla Boström                | Medverkade från avsnitt 1:1 till 16:6. |

### Gästroller
| Skådespelare   | Roll              | Anmärkning                                        |
| -------------- | ----------------- | ------------------------------------------------- |
| Jonas Sundh    | Måns Wetterström  | Medverkade till och från i avsnitt 1:2 till 16:6. |
| Anette Sevreus | Eva-Lotta Boström | Medverkade till och från i avsnitt 1:1 till 12:6. |
| Fredrik Dolk   | Göran Offerdahl   | Medverkade till och från i avsnitt 4:1 till 13:6. |
| Fortesa Hoti   | Roxana Nilsson    | Medverkade i episod 8:5.                          |
| Ulrik Munther  | Sig själv         | Medverkade i episod 11:4.                         |
| Ingvar Örner   | Thor              | Medverkade i episod 14:6 och under sista veckan.  |